# Roncus viti
Roncus viti är en spindeldjursart som beskrevs av Volker Mahnert 1974. Roncus viti ingår i släktet Roncus och familjen helplåtklokrypare. Inga underarter finns listade i Catalogue of Life.